# DReam
D:Ream ist eine britische Pop-Rock-/Synthiepop-Band. Sie hatten einen Nr.-1-Hit im Vereinigten Königreich mit der Wiederveröffentlichung von Things Can Only Get Better, sowie je zwei weitere Top-10- und Top-20-Hits: die Wiederveröffentlichung von U R The Best Thing, Take Me Away, Party Up The World und die zweite Wiederveröffentlichung von Things Can Only Get Better. Dazu kamen fünf weitere Singles, die alle die britischen Singlecharts erreichten.

## Geschichte
Zwischen 1992 und 1997, der aktiven Periode der Band, brachte diese zwei Studioalben (D:Ream on Volume 1 und World), zehn verschiedene Singles (einige von diesen wurden zwei- oder dreimal wiederveröffentlicht, bis sie auf insgesamt vierzehn Singles kamen – zwei Aufnahmen wurden allerdings auf einer Doppel-A-Seiten-Single herausgebracht) und ein offizielles Greatest-Hits-Album (The Best of D:Ream) heraus. 2006 wurde eine zweite Kollektion im Rahmen der Reihe The Platinum Collection zusammengestellt.
Als D:Ream berühmt wurde, waren die festen Mitglieder Peter Cunnah (Sänger, Songwriter), Al Mackenzie (Musiker) und Cian McCarthy (Produzent), obwohl die Gruppe später eine Ein-Mann-Band wurde, die sich exklusiv auf den Sänger konzentrierte. Ein weiteres Mitglied, Brian Cox, spielte einige Jahre während seines Physikstudiums Keyboard und ist heute ein bekannter Wissenschaftler mit starker Medienpräsenz im Vereinigten Königreich. Es gab eine Menge Sänger, die mit der Zeit wechselten – so wie T. J. Davis, der als Co-Sänger auf einer der Singleauskopplungen von ihrem zweiten Album, World, fungierte sowie bei vielen weiteren Liedern als Backgroundsänger diente.
Das erste Album der Gruppe, D:Ream on Volume 1, brachte in den zwei Jahren seit der Veröffentlichung 1993 bis zur ersten Singleauskopplung vom zweiten Album, Shoot Me With Your Love 1995, sieben Singles (Star und I Like It kamen als Doppel-A-Seiten-Single heraus) hervor. Das Stück Things Can Only Get Better, Ende 1993 das erste Mal veröffentlicht, erreichte der Band mit Platz 24 Erfolg in Großbritannien und internationale Beachtung ein.
Nachdem man Take That auf ihrer Konzerttour begleitet hatte, erreichte Things Can Only Get Better Anfang 1994 die Spitze der britischen Singlecharts. Das Lied wurde später von der Labour Party für den Wahlkampf während der Wahlen 1996/97 benutzt und daraufhin erneut herausgebracht; diesmal reichte es für Platz 19. Obwohl das Plattenlabel der Band ihre erste Best-of-Sammlung The Best of D:Ream 1997 statt des dritten Studioalbums auf den Markt brachte, kam letzteres bis heute nicht zustande.
2008 formierte sich D:Ream nach einem zufälligen Treffen von Cunnah und Mackenzie neu. Sie nahmen ein Stück namens Gods in the making zusammen mit Diane Charlemagne auf, welches drei Jahre später als erste Singleauskopplung des ebenfalls 2011 erscheinenden Albums In Memory Of … veröffentlicht wurde. Sie planen ebenfalls eine anschließende Konzertreihe.

## Diskografie

### Studioalben
| Jahr | Titel              | Höchstplatzierung, Gesamtwochen, AuszeichnungChartplatzierungen (Jahr, Titel, Platzierungen, Wochen, Auszeichnungen, Anmerkungen) | Höchstplatzierung, Gesamtwochen, AuszeichnungChartplatzierungen (Jahr, Titel, Platzierungen, Wochen, Auszeichnungen, Anmerkungen) | Höchstplatzierung, Gesamtwochen, AuszeichnungChartplatzierungen (Jahr, Titel, Platzierungen, Wochen, Auszeichnungen, Anmerkungen) | Höchstplatzierung, Gesamtwochen, AuszeichnungChartplatzierungen (Jahr, Titel, Platzierungen, Wochen, Auszeichnungen, Anmerkungen) | Höchstplatzierung, Gesamtwochen, AuszeichnungChartplatzierungen (Jahr, Titel, Platzierungen, Wochen, Auszeichnungen, Anmerkungen) | Anmerkungen                              |
| Jahr | Titel              | DE | AT | CH | UK | US | Anmerkungen                              |
| ---- | ------------------ | --- | --- | --- | --- | --- | ---------------------------------------- |
| 1993 | D-Ream On Volume 1 | DE69 (8 Wo.)DE | — | — | UK5 Platin · (44 Wo.)UK | — | Erstveröffentlichung: 18. Oktober 1993   |
| 1995 | World              | — | — | — | UK5 Silber · (5 Wo.)UK | — | Erstveröffentlichung: 18. September 1995 |

Weitere Alben
- 1997: The Best of
- 2006: The Platinum Collection
- 2011: In Memory Of...

### Singles
| Jahr | Titel Album                                    | Höchstplatzierung, Gesamtwochen, AuszeichnungChartplatzierungen (Jahr, Titel, Album, Platzierungen, Wochen, Auszeichnungen, Anmerkungen) | Höchstplatzierung, Gesamtwochen, AuszeichnungChartplatzierungen (Jahr, Titel, Album, Platzierungen, Wochen, Auszeichnungen, Anmerkungen) | Höchstplatzierung, Gesamtwochen, AuszeichnungChartplatzierungen (Jahr, Titel, Album, Platzierungen, Wochen, Auszeichnungen, Anmerkungen) | Höchstplatzierung, Gesamtwochen, AuszeichnungChartplatzierungen (Jahr, Titel, Album, Platzierungen, Wochen, Auszeichnungen, Anmerkungen) | Höchstplatzierung, Gesamtwochen, AuszeichnungChartplatzierungen (Jahr, Titel, Album, Platzierungen, Wochen, Auszeichnungen, Anmerkungen) | Anmerkungen                                                                     |
| Jahr | Titel Album                                    | DE | AT | CH | UK | US | Anmerkungen                                                                     |
| ---- | ---------------------------------------------- | --- | --- | --- | --- | --- | ------------------------------------------------------------------------------- |
| 1992 | U R the Best Thing D:Ream on Volume 1          | DE65 (11 Wo.)DE | — | CH35 (7 Wo.)CH | UK4 Silber · (20 Wo.)UK | — | Erstveröffentlichung: 22. Juni 1992 Wiederveröffentlichung: 14. März 1994       |
| 1993 | Things Can Only Get Better D:Ream on Volume 1  | DE20 (20 Wo.)DE | AT23 (8 Wo.)AT | CH11 (17 Wo.)CH | UK1 Platin · (27 Wo.)UK | — | Erstveröffentlichung: 10. Januar 1993 Wiederveröffentlichung: 27. Dezember 1993 |
| 1993 | Unforgiven D:Ream on Volume 1                  | — | — | — | UK29 (3 Wo.)UK | — | Erstveröffentlichung: 19. Juli 1993                                             |
| 1993 | Star / I Like It D:Ream on Volume 1            | — | — | — | UK26 (4 Wo.)UK | — | Erstveröffentlichung: 20. September 1993                                        |
| 1994 | Take Me Away D:Ream on Volume 1                | — | — | — | UK18 (6 Wo.)UK | — | Erstveröffentlichung: 6. Juni 1994                                              |
| 1994 | Blame It on Me D:Ream on Volume 1              | — | — | — | UK25 (5 Wo.)UK | — | Erstveröffentlichung: 29. August 1994                                           |
| 1995 | Shoot Me with Your Love World                  | DE73 (9 Wo.)DE | — | CH45 (2 Wo.)CH | UK7 (8 Wo.)UK | — | Erstveröffentlichung: 26. Juni 1995                                             |
| 1995 | Party Up the World World                       | — | — | — | UK20 (6 Wo.)UK | — | Erstveröffentlichung: 29. August 1995                                           |
| 1995 | The Power (Of All the Love In the World) World | — | — | — | UK40 (2 Wo.)UK | — | Erstveröffentlichung: 30. Oktober 1995                                          |